# ياسر العطا
الفريق ياسر العطا (مواليد سنة 1962) هو مساعد القائد العام للقوات المسلحة السودانية، وعضو مجلس السيادة السوداني منذ 21 أغسطس 2019. شغل منصب نائب رئيس المجلس العسكري الانتقالي عام 2019، وقائد قوات حرس الحدود، والملحق العسكري في جيبوتي. عمه الرائد هاشم العطا كان قد قاد انقلاب عام 1971، وأُعدم بعد ذلك.

## حرب السودان 2023
في مايو، قال العطا إن الجيش يسيطر على معظم أنحاء البلاد، باستثناء عدد قليل من المناطق الصغيرة، بينما اتهم وسائل الإعلام المرتبطة بقوات الدعم السريع بنشر معلومات مضللة. وشكر المملكة العربية السعودية والولايات المتحدة على جهود الوساطة، لكنه أكد على هدف الجيش المتمثل في طرد قوات الدعم السريع من الخرطوم. ونفى العطا احتمال تصاعد الصراع إلى حرب أهلية، مؤكدا أن الجيش يمثل السودان كله. بالإضافة إلى ذلك، أعرب عن مخاوف بشأن وجود مجموعة فاغنر في الصراع وسلط الضوء على القضايا المتعلقة باستخراج الذهب في السودان.
وفي يوليو، اتهم العطا الرئيس الكيني ويليام روتو بدعم قوات الدعم السريع، مما يُقوّض دوره في مهمة حفظ السلام في شرق إفريقيا. ويرفض السودان التعاون مع المجموعة الرباعية التابعة للهيئة الحكومية للتنمية برئاسة روتو حتى يتم استبداله. وتحدى العطا روتو لمواجهة الجيش السوداني. وأدان المسؤولون الكينيون هذه التصريحات. وفي أغسطس، ذكر العطا أن حوالي 80% من قوات الدعم السريع أصبحوا عاجزين، مواصلاً أن قوات الدعم السريع تواصل تجنيد مرتزقة عديمي الخبرة، لكن الجيش صدّ 6000 مقاتل جديد من قوات الدعم السريع مؤخرًا.